# Williamstown (Kentucky)
Williamstown è una città degli Stati Uniti d'America, situata nello Stato del Kentucky, nella contea di Grant, della quale è il capoluogo.